# Mahdi Fahri Albaar
Mahdi Fahri Albaar (sinh ngày 27 tháng 9 năm 1995) là một cầu thủ bóng đá người Indonesia hiện tại thi đấu cho PS TIRA ở Liga 1 ở vị trí Hậu vệ 

## Sự nghiệp

### Persiter Ternate
Khi còn ở thời niên thiếu, Mahdi từng thi đấu cho Persiter Ternate trước khi đến Uruguay để gia nhập với Deportivo Indonesia 

### Mitra Kukar
Năm 2015, Mahdi gia nhập Mitra Kukar F.C. cùng với các đồng đội ở U-19 Indonesia, gồm Ryuji Utomo, Dinan Javier, Ravi Murdianto và Septian David Maulana 

### Bali United
Năm 2016, Mahdi gia nhập Bali United F.C. ở Indonesia Soccer Championship A 2016 

## Sự nghiệp quốc tế
Năm 2013, anh được triệu tập vào đội tuyển U-19 ở Giải vô địch bóng đá U-19 Đông Nam Á 2013, anh giúp đội tuyển lần đầu tiên vô địch Giải vô địch bóng đá U-19 Đông Nam Á.